# Астор-плейс
Астор-плейс (англ. Astor Place) — вулиця в одному кварталі в районі Нохо/Іст-Віллідж, у нижній частині боро Нью-Йорка на Мангеттені. Пролягає від Бродвею на заході (трохи нижче сходу 8-ї вулиці) до Лафайєт-стріт. Вулиця охоплює дві площі на перетині Купер-сквер, Лафайєт-стріт, Четвертої авеню та Восьмої вулиці – Аламо плаза та станцію Астор-плейс Нью-Йоркського метрополітену. «Астор-плейс» також іноді використовується для околиць навколо вулиці. Була названа на честь Джона Джейкоба Астора (колись найбагатшої людини в Сполучених Штатах), незабаром після його смерті в 1848 році. Реконструкція вартістю 21 мільйон доларів для впровадження редизайну Астор-плейс розпочалася в 2013 році та була завершена в 2016 році.

## Історія
Астор-плейс спочатку була місцем пау-вау для різних племен Ленапе Мангеттена і називавалась Кінтекойінг або «Перехрестя трьох націй». 
Астор-плейс колись була відомий як Арт-стріт. З 1767 по 1859 рік на цій вулиці розташовувався Воксхолл Гарденс, заміський курорт. Територія належала Джону Джейкобу Астору, і Астор-плейс була перейменована на його честь незабаром після його смерті, у 1848 році. У 1826 році він вирізав із цього місця район для вищого класу з Лафайєт-стріт, яка розсікала навпіл східні сади від західних будинків. Заможні жителі Нью-Йорка, зокрема Астор та інші члени родини, будували особняки вздовж цієї центральної вулиці. Астор побудував Бібліотеку Астора в східній частині району як пожертву місту. Архітектор Сет Гір спроектував рядні будинки під назвою LaGrange Terrace для забудови, і цей район став фешенебельним житловим районом вищого класу. Таке розташування зробило сади доступними для жителів як районів Бродвей, так і Бауері.